# Ключ 21
Ключ 21 (иер. 匕) со значением «ложка», двадцать первый по порядку из 214 традиционного списка иероглифических ключей, используемых при написании иероглифов.

## История
Древняя идеограмма изображала сидящего на земле человека.
В современном языке иероглиф имеет значения: «короткий клинок, кинжал, наконечник стрелы, ложка, черпак (древн.)».
В качестве ключевого знака иероглиф употребляется крайне редко.
В словарях располагается под номером 21.

## Примеры
| Доп. черты | Примеры  |
| ---------- | -------- |
| 0          | 𠤎 匕    |
| 2          | 化 㔫    |
| 3          | 龙 北    |
| 6          | 𠤖 㔬    |
| 9          | 㔭 匙 匘 |
| 10         | 𠤣       |
| 12         | 𠤧       |
| 15         | 𠤩       |